# Amperabrug
De Amperabrug (Indonesisch: Jembatan Ampera) is de enige brug over de Musi in Palembang, de hoofdstad van Zuid-Sumatra. Het is daarmee een belangrijke schakel voor al het wegverkeer van en naar de stad. Vaak vormt de brug ook een knelpunt.
De brug heeft een grote iconische functie voor de miljoenenstad. De 63 meter hoge torens van de hefbrug waarvan het mechanisme defect is, maken van de brug een duidelijke landmark.  De brug werd gefinancierd met Japanse herstelbetalingen als schadeloosstelling voor de Tweede Wereldoorlog.

## Galerij

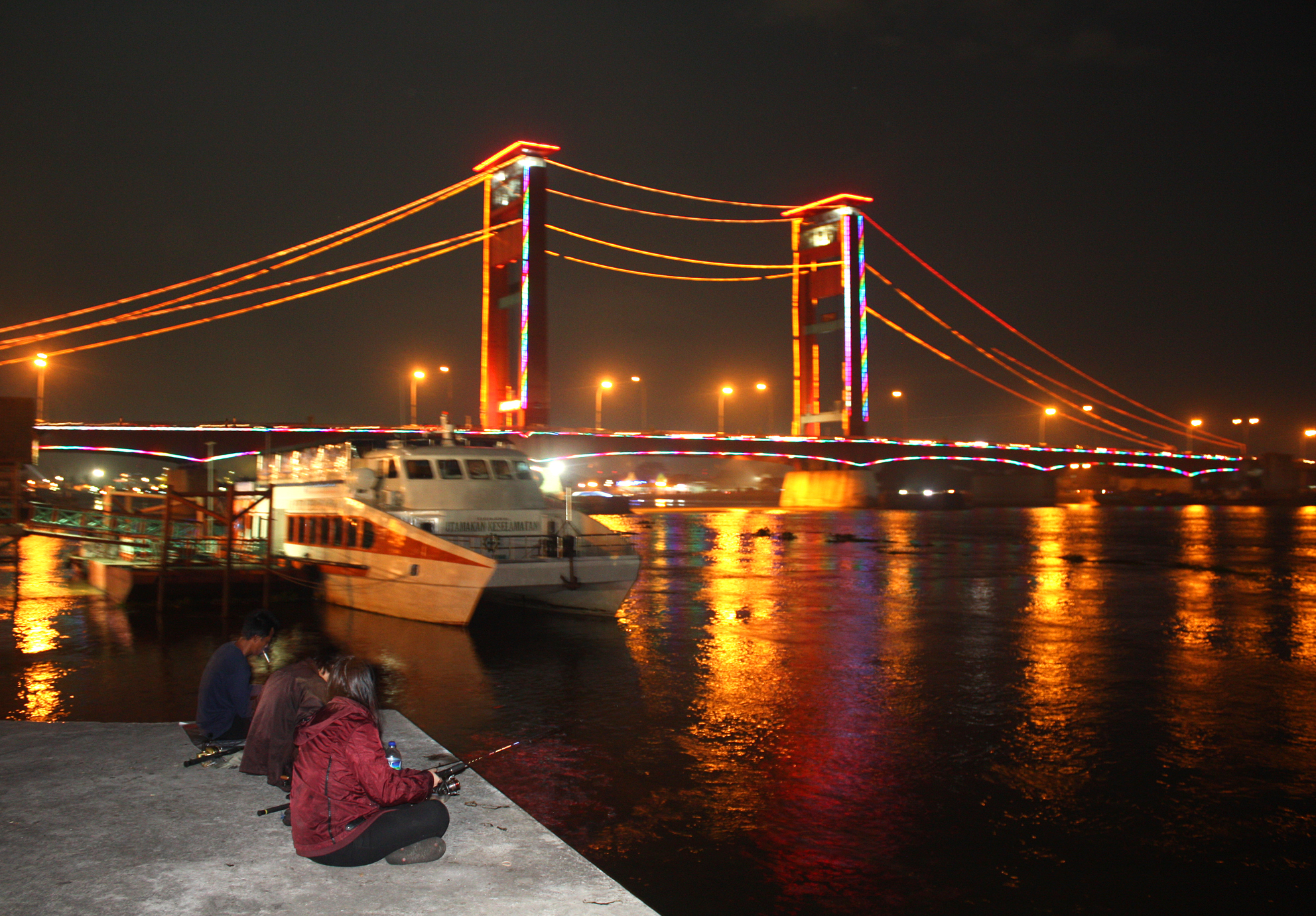
Amperabrug bij nacht.
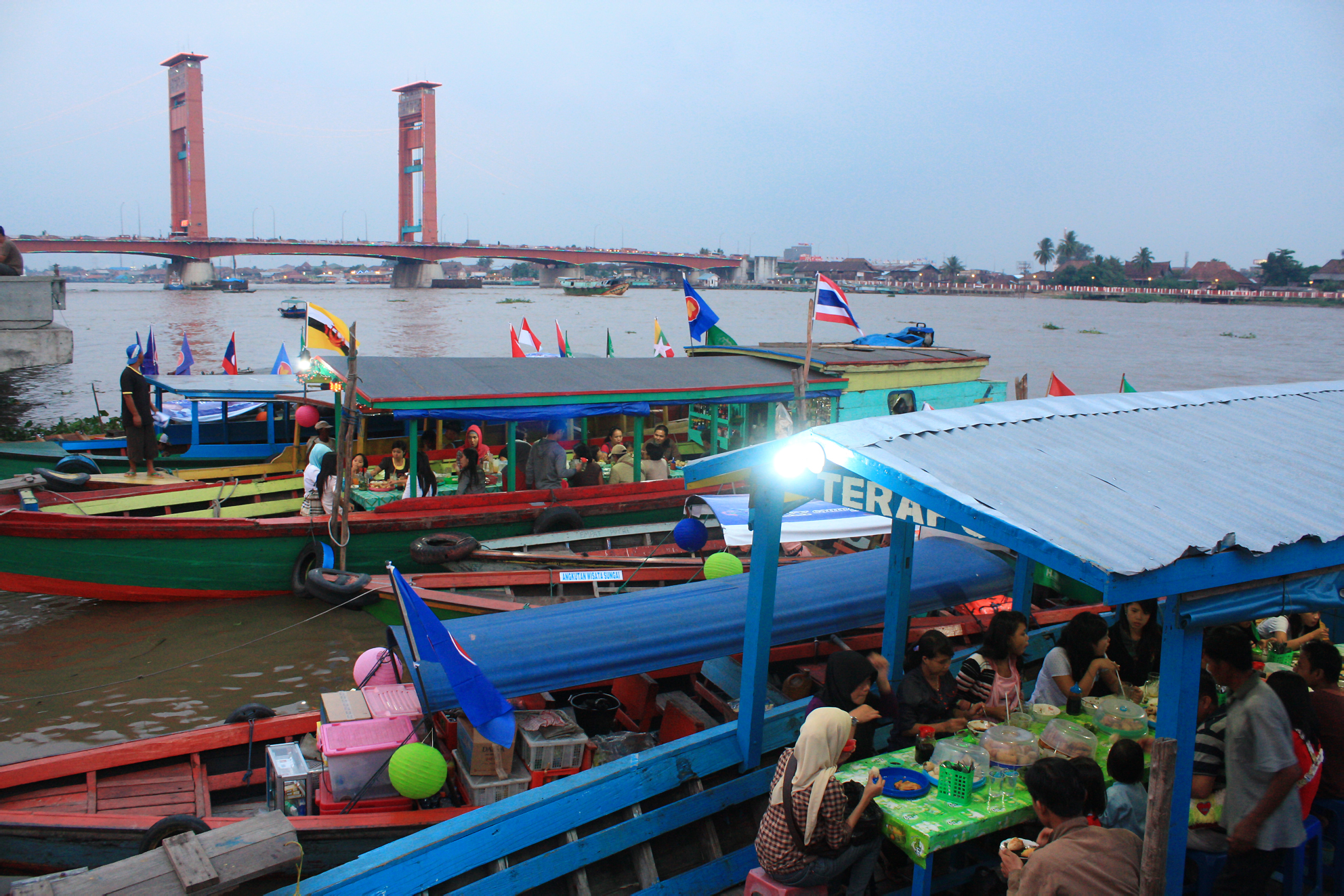
Gezien vanaf een haventje.